# Kundun
Kundun ist ein US-amerikanischer Monumentalfilm von Martin Scorsese, gedreht 1997 an marokkanischen Schauplätzen.
Der Film zeigt das Leben von Tenzin Gyatso, dem 14. Dalai Lama Tibets, von seiner Auserwählung 1937 bis zu seiner Flucht vor den chinesischen Besatzern 1959 nach Indien. Er zeichnet sich durch meditative, farbenprächtige Bilder und die effektvolle Musik von Philip Glass aus. Vereinzelt wurde in dem Film ein undistanzierter, hagiographischer Ansatz erkannt.

## Handlung
Ein zweijähriger Bauernsohn wird von buddhistischen Mönchen in Tibet auf dem Lande, nahe der chinesischen Grenze, als die gesuchte Wiedergeburt des 13. Dalai Lama erkannt. Der selbstbewusste Knirps beansprucht vorlaut die Gebetskette seines Vorgängers als die eigene. Aus verschiedenen Gegenständen wählt er diejenigen aus, die seinem Vorgänger gehörten und er kennt die Namen der fremden Mönche.
Der kleine Junge wird nach Lhasa, der Hauptstadt Tibets, gebracht, um dort von den Gelehrten auf seine zukünftige Rolle vorbereitet zu werden. Der größte Teil des Films zeigt das Leben am Hofe des Dalai Lamas mit all seinen buddhistischen Zeremonien und Riten, aber auch die Irritationen eines kleinen Jungen in einer fernen Stadt mit der Ahnung einer großen Verantwortung. Im letzten Teil sieht der Zuschauer den Einmarsch der Chinesen, die massenhafte Ermordung von Mönchen, die Zerstörung tausender Klöster und den Raub tibetischer Identität. Der Kundun erlässt eine Generalamnestie: „Freiheit für alle.“ Der Dalai Lama kann den „Großen Vorsitzenden“ in einem persönlichen Gespräch nicht von der Unabhängigkeit Tibets überzeugen, hält der doch alle Religion für Gift und das tibetische Regierungssystem für äußerst rückständig. Der Film endet mit der Flucht des Dalai Lama nach Indien, zu der nicht zuletzt die Befragung des Staatsorakels im Nechung-Kloster riet. Die spektakuläre Orakel-Zeremonie wird im Film bei mehreren Gelegenheiten gezeigt.

## Entstehung
Die Idee zum Film stammt von der Drehbuchautorin Melissa Mathison, der Ex-Ehefrau von Harrison Ford und Autorin des Oscar-nominierten Drehbuchs zu E.T. – Der Außerirdische. Der Dalai Lama arbeitete selbst am Drehbuch mit. Martin Scorsese stimmte sofort einer Verfilmung zu, als Melissa Mathison ihm 1993 das Drehbuch vorlegte. Der Dalai Lama interessiere ihn als moralische Autorität, der der ganzen Welt als gutes Beispiel dienen könne, sagte er später in einem Interview. Da weder Indien noch China Drehgenehmigungen erteilten, wurde der Film, neben einigen Szenen in Kanada und den USA, vor allem in Marokko gedreht – ausschließlich mit tibetischen Schauspielern, ein großer Teil von ihnen aus der weitverzweigten Familie des Dalai Lama.

## Kritiken
- Franz Everschor attestiert Kundun „faszinierende Bilder von geradezu magischer Anziehungskraft“ und einen „selten ingeniösen Soundtrack“, komponiert von Philip Glass. Das Drehbuch sei dem Thema aber in seiner geistigen Dimension nicht gewachsen, liefere oft nur papierne Dialoge.[4]
- Für Tomasso Schultze verbreiten die Bilder „ein erhebendes, wenn nicht andächtiges Gefühl“ während die Handlung die Stationen im Leben des Dalai Lama einfach nur abhake. „Erst ganz zum Schluß, wenn Scorsese Traum und Realität, Vergangenheit und Zukunft zu einer ehrfürchtigen Vision von einer besseren Welt zusammenmontiert“, werde Kundun ein großer Film.[5]
- TV Today (06/1998) möchte Kundun als gelungenes Filmgedicht für Buddhismus-Hungrige empfehlen, für Normalzuschauer sei der Film aber schwer verträglich.
- „Überwältigende visuelle Kraft“ und „ein authentisches Bild“ der tibetischen Kultur sah der Kritiker von prisma online in dem Film.
- Peter Stack schrieb im San Francisco Chronicle: „Betäubend, seltsam, glorreich, ruhig und wahrlich absorbierend […] ‚Kundun‘ ist wohl das unsprachlichste Filmerlebnis, das wir in den Kinos finden können. […] Filme erreichen das sonst selten – sehr nahe daran, das Empfinden im spirituellen Dasein eines Mannes einzufangen. […] ein Film mit überraschend reichem inneren Leben und Momenten steinerner Stille und Ruhe. Schafft das das Publikum?“[6]
- Stephen Holden in der New York Times: „So dicht dran, ein Werk reiner Filmkunst zu erschaffen, war Martin Scorsese noch nie.“[7]

## Auszeichnungen
Kundun war bei der Oscarverleihung 1998 viermal für den Oscar nominiert: Beste Kamera (Roger Deakins), Beste Filmmusik (Philip Glass) sowie Bestes Szenenbild und Bestes Kostümdesign (beide Dante Ferretti).